# فرودگاه استورمویل
فرودگاه استورمویل (به انگلیسی: Stormville Airport) یک فرودگاه همگانی است که یک باند فرود آسفالت دارد و طول باند آن ۱۰۱۰ متر است. این فرودگاه در کشور ایالات متحده آمریکا قرار دارد و در ارتفاع ۱۰۹٫۱ متری از سطح دریا واقع شده است.